# Río Alagón
Río Alagón este o arie protejată (arie de protecție specială avifaunistică — SPA) din Spania întinsă pe o suprafață de 2.309,39 ha, integral pe uscat.

## Localizare
Centrul sitului Río Alagón este situat la coordonatele 40°35′04″N 5°50′31″W / 40.5845°N 5.8419°V.

## Înființare
Situl Río Alagón a fost declarat arie de protecție specială avifaunistică în octombrie 2000 pentru a proteja 75 de specii de animale.

## Biodiversitate
Situată în ecoregiunea mediteraneană, aria protejată nu include niciun habitat protejat.
La baza desemnării sitului se află mai multe specii protejate de  păsări (75): uliu porumbar (Accipiter gentilis), uliu păsărar (Accipiter nisus), lăcar mare (Acrocephalus arundinaceus), lăcar-de-lac (Acrocephalus scirpaceus), fluierar de munte (Actitis hypoleucos), pescăruș albastru (Alcedo atthis), rață mare (Anas platyrhynchos), fâsă de pădure (Anthus trivialis), stârc cenușiu (Ardea cinerea), buha (Bubo bubo), ciocârlie-cu-degete-scurte (Calandrella brachydactyla), caprimulg (Caprimulgus europaeus), cânepar (Carduelis cannabina), sticlete (Carduelis carduelis), scatiu (Carduelis spinus),  prundaș gulerat mic (Charadrius dubius), florinte (Chloris chloris), barză albă (Ciconia ciconia), barză neagră (Ciconia nigra), mierla de apă (Cinclus cinclus), șerpar (Circaetus gallicus), botgros (Coccothraustes coccothraustes), cuc (Cuculus canorus), lăstun de casă (Delichon urbica), presură de grădină (Emberiza hortulana), măcăleandru (Erithacus rubecula), Falco naumanni, șoimul rândunelelor (Falco subbuteo), muscar negru (Ficedula hypoleuca), cinteză (Fringilla coelebs), Galerida theklae, găinușă de baltă (Gallinula chloropus), acvilă pitică (Hieraaetus pennatus), Hippolais polyglotta, rândunică roșcată (Hirundo daurica), rândunică (Hirundo rustica), ciocârlie de pădure (Lullula arborea), privighetoare (Luscinia megarhynchos), prigoare (Merops apiaster), gaia neagră (Milvus migrans), gaia roșie (Milvus milvus), mierlă de piatră (Monticola saxatilis), mierlă albastră (Monticola solitarius), codobatură galbenă (Motacilla alba), codobatură de munte (Motacilla cinerea), muscar sur (Muscicapa striata), vultur egiptean (Neophron percnopterus), Oenanthe leucura, grangur (Oriolus oriolus), ciuf-pitic (Otus scops), Parus caeruleus, pițigoi mare (Parus major), viespar (Pernis apivorus), codroș de munte (Phoenicurus ochruros), codroșul de pădure (Phoenicurus phoenicurus), pitulice de munte (Phylloscopus bonelli), pitulice de munte (Phylloscopus collybita), Phylloscopus ibericus, pitulice-fluierătoare (Phylloscopus trochilus), Ptyonoprogne rupestris, Pyrrhocorax pyrrhocorax, mugurarul (Pyrrhula pyrrhula), aușel sprâncenat (Regulus ignicapilla), mărăcinar negru (Saxicola torquatus), cănăraș (Serinus serinus), silvie cu cap negru (Sylvia atricapilla), silvie de zăvoi (Sylvia borin), silvie roșcată (Sylvia cantillans), silvie de câmp (Sylvia communis), silvie de tufiș (Sylvia undata), corcodel mic (Tachybaptus ruficollis), Tachymarptis melba, sturzul viilor (Turdus iliacus), mierlă (Turdus merula), sturz-cântător (Turdus philomelos).